# Chris Squire
Christopher Russell Edward "Chris" Squire (London, Kingsbury, 1948. március 4. – Phoenix, Arizona, 2015. június 27.) angol basszusgitáros, a Yes alapító tagja, basszusgitárosa, háttérénekese.

## Pályafutása
Squire 1968-ban alapította meg négy társával a Yest, ő az egyetlen tag, aki mindegyik lemezen szerepelt (részben azért is, mert távollétében a többiek nem jogosultak a Yes nevet használni). Az együttessel eljutott a progresszív rock csúcsára, a magas szintű zene egyik alapját kifinomult basszusjátéka adja/adta.

## Diszkográfia

### Szólólemezek
- Fish out of Water (1975)

### Vendégszereplések
- Eddie Harris – E.H. In the U.K. (1974)
- Esquire – Esquire (1987)
- Rock Aid Armenia – The Earthquake Album (1990)
- Rick Wakeman – The Six Wives of Henry VIII (1973)
- Rick Wakeman – Criminal Record (1977)
- Chris Squire and Alan White – Run With the Fox (1978)

### Yes
lásd: Yes-diszkográfia